# Remo-Norte
Remo Norte é uma área do governo local no Estado de Ogun, na Nigéria. Sua sede fica na cidade de Isara em 7° 00′ N, 3° 41′ L.
Possui uma área de 199 km² e uma população de 59,752 no censo de 2006.
O código postal da área é 121.